# Pipewell
Pipewell – wieś w Anglii, w hrabstwie Northamptonshire, w dystrykcie (unitary authority) North Northamptonshire. Leży 27 km na północ od miasta Northampton i 115 km na północ od Londynu.